# Frankenberg (Eder)
Frankenberg este un mic oraș situat pe cursul râului Eder în landul Hessa, Germania.

## Istoric
Munții Burgwald și vadul care înlesnea traversarea Ederului ofereau francilor o poziție strategică în războaiele din timpul lui Carol cel Mare cu saxonii. Orașul a fost întemeiat în timpul ducelui Konrad von Thüringen (1233/1234), care dorea să-și consolideze poziția pe cursul superior al Ederului. Localitatea, fiind așezată la încrucișarea unor drumuri comerciale, cunoaște o perioadă de dezvoltare rapidă. Cronicarul Wigand Gerstenberg menționează faptul că la data de 9 mai 1476 orașul a fost distrus complet de un incendiu. Localitatea a fost reconstruită în secolul al XVI-lea, fără însă a atinge însemnătatea ei de odinioară. În prezent în orașul vechi se pot vedea o serie de clădiri (renovate) din secolul al XVI-lea.

## Geografie
La sud de Frankenberg se află regiunea muntoasă Burgwald și râul Breite Struth, la nord-vest gura de vărsare a râului Nemphe în Eder, iar la nord de oraș se varsă râul Nuhne tot în Eder.
Localități vecine: Lichtenfels, Vöhl, Frankenau, Haina, Burgwald, Allendorf, Bromskirchen și Hallenberg.

### Cartiere
În afară de centrul orașului mai există 12 cartiere:
- Dörnholzhausen, 77 locuitori
- Friedrichshausen, 382 locuitori
- Geismar, 1002 locuitori
- Haubern, 549 locuitori
- Hommershausen, 158 locuitori
- Rengershausen, 417 locuitori
- Röddenau, 1707 locuitori
- Rodenbach, 176 locuitori
- Schreufa, 1215 locuitori
- Viermünden, 872 locuitori
- Wangershausen, 210 locuitori
- Willersdorf, 627 locuitori

### Galerie de imagini

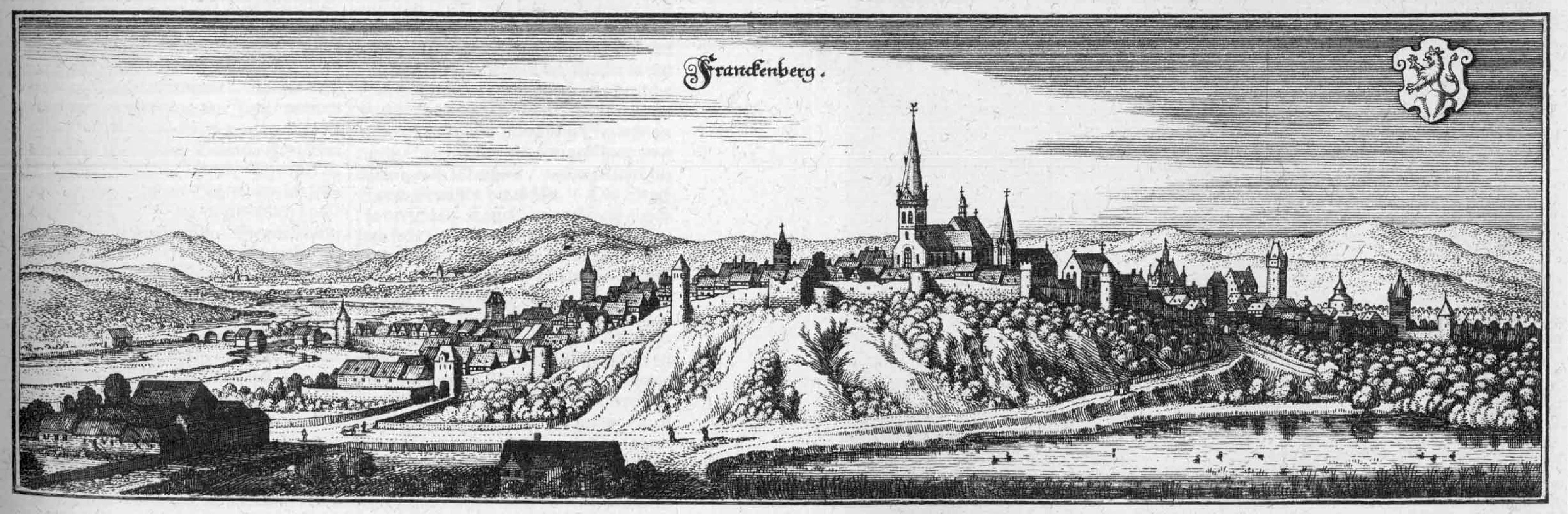
Frankenberg Harta topograficä a lui Matthäus Merian, 1655
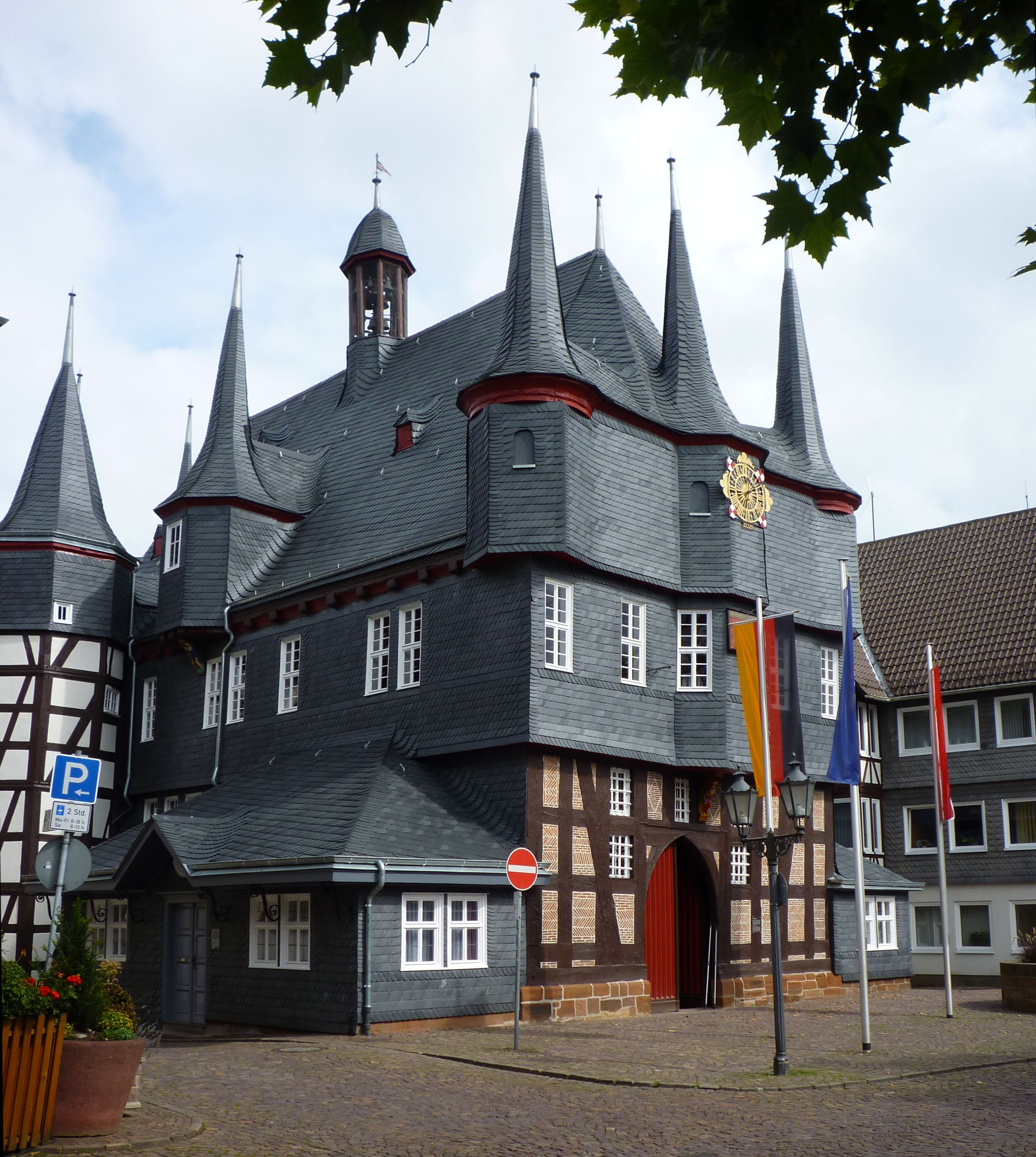
Primăria din Obermarkt
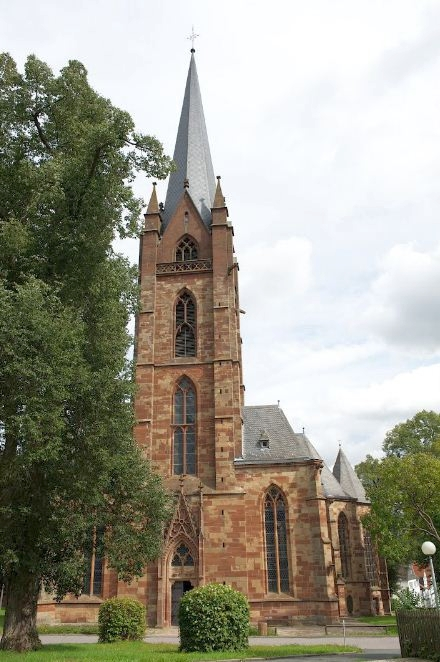
Biserica Liebfrau
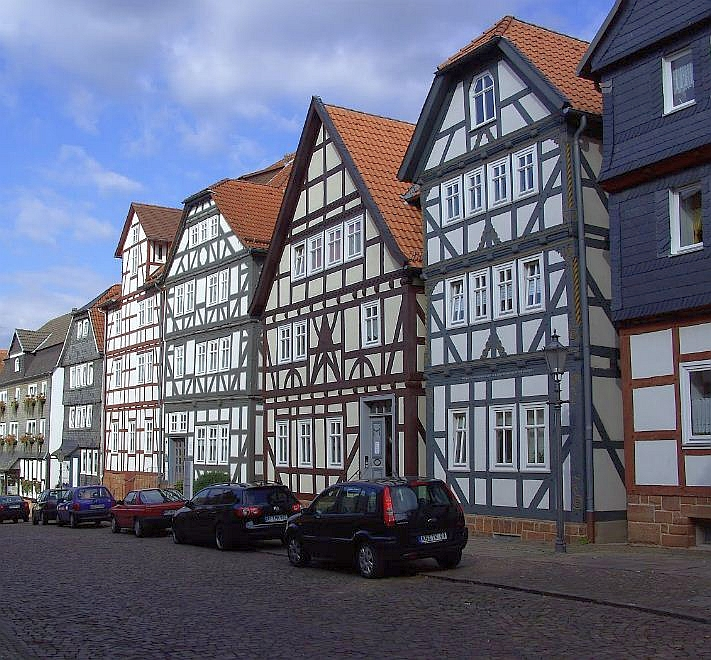
Clădiri istorice
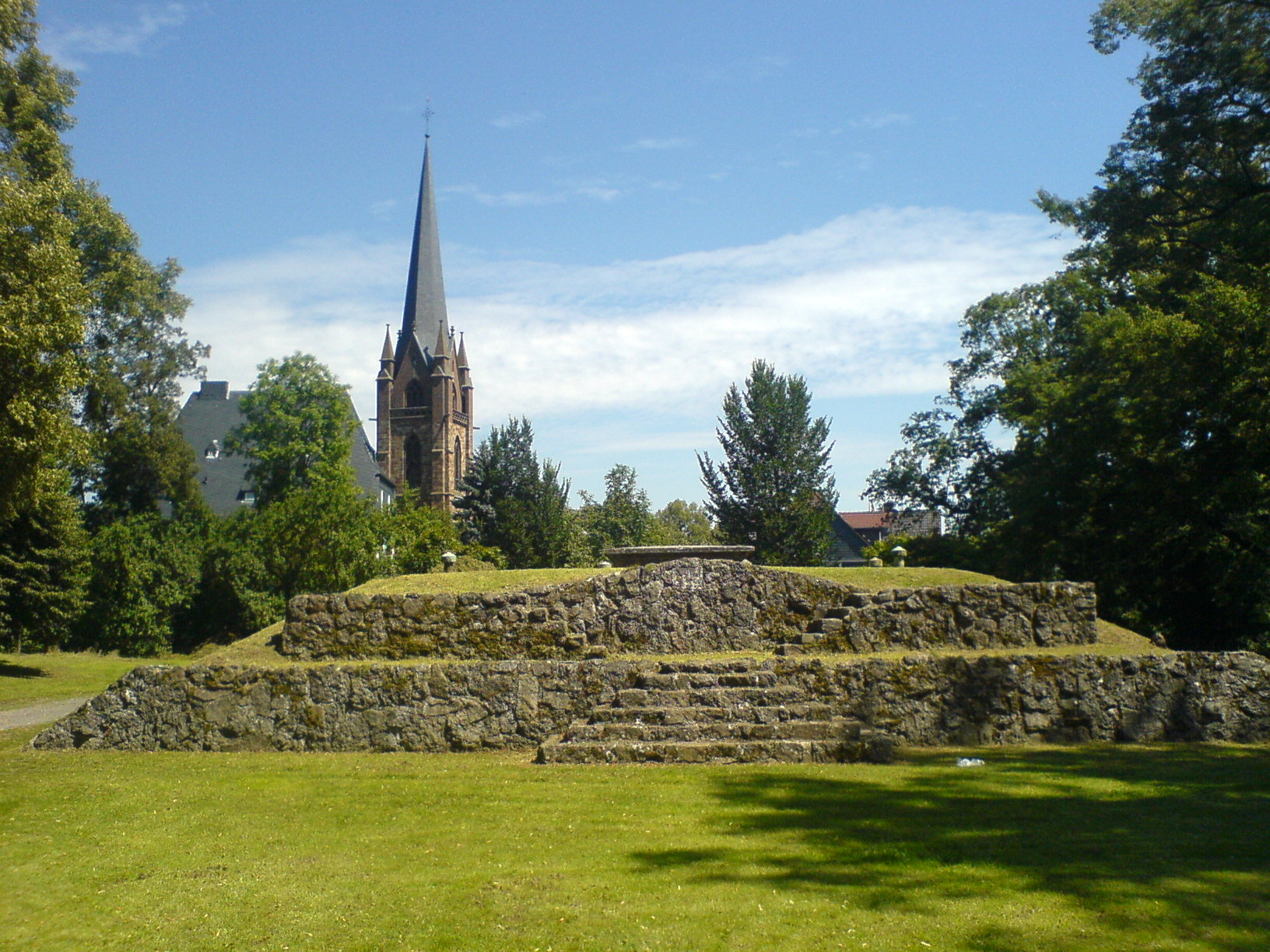
Ruina cetății